# Дора 2000.
Државно такмичење одржано је 19. фебруара 2000. године у Опатији, које се састојало од финала са 26 песама. Песме су претходно одабране на јавном позиву за пријаву текстописаца и композитора. Победника је одлучио 21 жири, 20 регионалних жирија и 21. жири састављен од резултата јавног гласања.
| Редослед | Извођач             | Песма                           | Жири | Публика | Број бодова | Место |
| -------- | ------------------- | ------------------------------- | ---- | ------- | ----------- | ----- |
| 1        | Зорана Шиљег        | "Могла бих те вољети"           | 14   | 0       | 14          | 13    |
| 2        | Борис Новковић      | "Опростит' ћемо све"            | 32   | 1       | 33          | 11    |
| 3        | Андреа Бошњак       | "Вјерујем ти све"               | 0    | 0       | 0           | 23    |
| 4        | Изабела и Стијене   | "Сама међу звијездама"          | 8    | 0       | 8           | 18    |
| 5        | Деа                 | "I Wanna to Fly"                | 0    | 4       | 4           | 20    |
| 6        | Ален Витасовић      | "Ја не грен"                    | 63   | 0       | 63          | 9     |
| 7        | Тајна веза          | "Само ти и ја"                  | 0    | 0       | 0           | 23    |
| 8        | Ђулијано            | "Срна и вук"                    | 150  | 10      | 160         | 3     |
| 9        | Јосип Каталенић     | "Пут у рај"                     | 44   | 0       | 44          | 10    |
| 10       | Рената Сабљак       | "За тебе живјети"               | 13   | 0       | 13          | 15    |
| 11       | Тина и Никша        | "Никоме није добро као нама"    | 30   | 0       | 30          | 12    |
| 12       | Минеа               | "Што би ми"                     | 7    | 5       | 12          | 16    |
| 13       | Two much            | "Облаке сада покрени"           | 8    | 0       | 8           | 18    |
| 14       | Северина            | "Дај ми, дај"                   | 56   | 8       | 64          | 8     |
| 15       | Dogan Family        | "Кад се воли"                   | 11   | 0       | 11          | 17    |
| 16       | Cronika             | "Хрватска рапсодија"            | 95   | 6       | 101         | 5     |
| 17       | Teens               | "Хајде реци што"                | 104  | 12      | 116         | 4     |
| 18       | Вана                | "Као ријека"                    | 164  | 0       | 164         | 2     |
| 19       | Весна Писаровић     | "Ја чекам ноћ"                  | 87   | 3       | 90          | 6     |
| 20       | Горан Каран         | "Кад заспу анђели"              | 165  | 7       | 172         | 1     |
| 21       | Анита Хорватић      | "Добро, боље, најбоље"          | 0    | 0       | 0           | 23    |
| 22       | Ален Нижетић        | "Храбро срце"                   | 4    | 0       | 4           | 20    |
| 23       | Јозефина и Trio Rio | "Love Me Tonight"               | 3    | 0       | 3           | 22    |
| 24       | Пут                 | "Helleya, planet "Nova zemlja"" | 90   | 0       | 90          | 6     |
| 25       | Joy                 | "Baby"                          | 12   | 2       | 14          | 13    |
| 26       | Весна Ивић          | "Иди"                           | 0    | 0       | 0           | 23    |

## На Евровизији
У ноћи такмичења, Горан Каран је наступао на 17., после Швајцарске и испред Шведске. На крају гласања добио је 70 бодова и завршио на 9. месту.
Хрватска публика доделила је својих 12 бодова Русији.